# Берестейський державний технічний університет
Берестейський державний технічний університет — вищий навчальний заклад Берестя.

## Історія
Брестський державний технічний університет був відкритий 1 квітня 1966 року як інженерно-будівельний інститут. Колектив учнів складався з 330 студентів денного навчання і 110 студентів вечірнього навчання. Навчальний процес забезпечували 32 викладача. У 1969 р. на чотирьох курсах інституту навчалося вже 2700 чоловік, в тому числі на денному відділенні — 1960, вечірньому — 480, заочному — 260. Професорсько-викладацький склад налічував 186 чоловік.
У 1989 р. інститут отримав статус політехнічного, що зумовило розширення спектру науково-викладацької діяльності, поява нових факультетів і спеціальностей. Протягом 90-х років, незважаючи на кардинальну перебудову соціально-економічного життя країни, інститут продовжував здійснювати якісну підготовку фахівців як за традиційними будівельними спеціальностями, так і за рядом нових, чому сприяло відкриття електронно-механічного та економічного факультетів. Досягнуті успіхи послужили основою присвоєння інституту в 2000 р. статусу технічного університету.
З дня заснування університету випущено більш ніж 18000 спеціалістів. Зараз це найбільший технічний виш у західному регіоні республіки Білорусь.

## Структура
В університеті працює 12 докторів наук і 145 кандидатів наук. Навчання ведеться за 18 спеціальностями. Всього станом на 01.01.2009 навчається 9533 особи, в тому числі за денним навчання — 4564, за заочним — 4969 осіб. Навчання проходить на семи факультетах:
- будівельному
- електронно — інформаційних систем
- машинобудівному
- водопостачання і гідромеліорації
- економічному
- заочному
- інноваційної діяльності, управління і фінансів

Допоміжні функції виконують:
- факультет довишівської підготовки
- інститут підвищення кваліфікації та перепідготовки кадрів

### Економічний факультет
Факультет був створений 1 лютого 1995 року. Він був заснований на базі студентів спеціальності «Комерційна діяльність» наборів 1993 р. (2 групи, в рамках яких 25 осіб навчалися за рахунок бюджету, 11 осіб вперше в історії тоді ще Брестського політехнічного інституту самі оплачували своє навчання) і 1994 р. (6 груп), які до цього відносилися до будівельного факультету.
У подальшому на факультеті були відкриті такі спеціальності:
- Маркетинг
- Світова економіка
- Бухгалтерський облік, аналіз і аудит
- Фінанси і кредит
- Економіка і управління на підприємстві
- Організація виробництва

З 1995 р. беззмінним деканом факультету є к.т. н., доцент Радчук Анатолій Петрович.
Навчання на факультеті забезпечують такі кафедри:
- Економічної теорії;
- Інформатики та прикладної математики;
- Іноземних мов економічних спеціальностей;
- Менеджменту;
- Бухгалтерського обліку, аналізу та аудиту;
- Світової економіки, маркетингу, інвестицій.